# 基什·盖佐
基什·盖佐（匈牙利語：Kiss Géza，1882年10月22日—1952年8月23日），匈牙利男子游泳运动员。他曾代表匈牙利参加1904年夏季奥林匹克运动会游泳比赛，共获得一枚银牌和一枚铜牌。